# Nervo radiale
Il nervo radiale è un nervo nel corpo umano che innerva la porzione posteriore dell'arto superiore. È il ramo terminale di maggior calibro di tutto il plesso brachiale.Innerva i tre capi del muscolo tricipite brachiale (lungo, mediale e laterale), così come tutti e 12 i muscoli nel compartimento osteofasciale posteriore dell'avambraccio, le articolazioni associate e la cute sovrastante.
Il nervo radiale è un nervo misto, contenente fibre provenienti da tutti i nervi che costituiscono il plesso brachiale (fibre dalle radici ventrali dei nervi spinali C5, C6, C7, C8 e T1). 

## Territorio di innervazione
Il nervo radiale e i suoi rami forniscono innervazione motoria a tutti i muscoli del gruppo posteriore del braccio (il tricipite brachiale e l'anconeo) e dei gruppi posteriore e laterale dell'avambraccio; innerva inoltre gli estensori estrinseci dei polsi e delle mani. Il nervo tramite le sue fibre sensitive fornisce anche innervazione sensoriale cutanea alla faccia posteriore del braccio e dell’avambraccio così come alla maggior parte del dorso della mano (regione laterale), la cute dorsale di 1°, 2° e 3° dito (ad eccezione delle falangi distali), ma non alla parte posteriore del mignolo ed alla metà adiacente dell'anulare (innervate dal nervo ulnare).
Il nervo radiale inoltre partecipa all'innervazione delle articolazioni del gomito e del polso.
Il nervo radiale si divide in un ramo profondo, che diventa il nervo interosseo posteriore, e un ramo superficiale, che va a innervare il dorso della mano.

## Decorso
Il nervo radiale ha origine nella cavità ascellare come continuazione del fascicolo secondario (corda) posteriore del plesso brachiale. Passa quindi attraverso il braccio, prima nel compartimento posteriore, e successivamente nel compartimento anteriore del braccio; continua quindi nel compartimento posteriore dell'avambraccio.

### Braccio
Subito dopo l’origine dal plesso brachiale il nervo si porta verso il basso, decorrendo per un tratto al di dietro dell’arteria ascellare (la parte di arteria ascellare distale rispetto al muscolo piccolo pettorale). Il nervo penetra nella loggia posteriore del braccio, passando fra il capo mediale e il capo lungo del muscolo tricipite, al di sotto del margine inferiore del muscolo grande rotondo. Nella loggia osteo-fasciale posteriore del braccio si accompagna all'arteria omerale profonda, che gli si pone lateralmente. Insieme a quest'arteria decorre nel solco del nervo radiale dell'omero, in uno spazio delimitato dai capi mediale e laterale del muscolo tricipite che lo ricopre e protegge. A questo livello stacca rami per i muscoli della loggia posteriore del braccio e rami cutanei per braccio e avambraccio (nervi cutaneo laterale inferiore del braccio, cutaneo posteriore del braccio e cutaneo posteriore dell'avambraccio). Circondando ad elica l’omero il nervo prosegue verso il basso fino a raggiungere il lato laterale del braccio, 5 cm al di sotto della tuberosità deltoidea: qui trapassa il setto intermuscolare laterale per raggiungere il compartimento anteriore del braccio, decorrendo fra i muscoli brachiale (medialmente) e brachioradiale (lateralmente). Il nervo emette rami collaterali per due dei tre muscoli laterali dell'avambraccio (i muscoli brachioradiale ed estensore radiale lungo del carpo) quindi scende ancora verso il basso fino all’epicondilo laterale dell'omero, che attraversa, dove termina ramificandosi nei suoi due rami terminali, un ramo radiale superficiale ed un ramo radiale profondo che continuano nella fossa cubitale e poi nell'avambraccio.

### Avambraccio
Nell'avambraccio, il nervo radiale continua suddiviso in un ramo superficiale (principalmente sensoriale) e un ramo profondo (principalmente motorio).
- Il ramo superficiale del nervo radiale è più sottile rispetto al ramo profondo e nel primo tratto dell'avambraccio risulta ampiamente separato dall'arteria radiale, per poi avvicinarsi decorrendo strettamente correlato ad essa nel terzo medio dell'avambraccio; il nervo discende ricoperto dal muscolo brachioradiale e dal suo tendine. A livello del polso perfora la fascia antibrachiale per penetrare nella parte posteriore dell'avambraccio e innervare il dorso della mano. Più precisamente il nervo prosegue il suo decorso verso le prime 3 dita della mano dando luogo ai nervi digitali dorsali che innervano queste dita dorsalmente (alle quali può aggiungersi la parte laterale del dorso del 4° dito), tranne i letti ungueali (le falangi distali), che sono innervate da fibre provenienti dal nervo mediano.
- Il ramo profondo del nervo radiale (chiamato anche da diversi anatomisti ‘’’nervo interosseo posteriore’’’) è di natura quasi esclusivamente motoria. Subito dopo la sua nascita trafigge il muscolo supinatore, ricoperto e protetto dal supinatore stesso, per portarsi nella loggia posteriore dell'avambraccio. Il nervo trafigge i muscoli estensori posteriori e arriva a giacere tra i muscoli superficiali e profondi della parte posteriore dell'avambraccio. In questa regione innerva i muscoli posteriori e l'estensore radiale breve del carpo. Al margine inferiore dell'estensore breve del pollice, passa in profondità rispetto all'estensore lungo del pollice e quindi scorre sulla membrana interossea posteriore nei confronti della quale emette rami sensitivi. Nella sua parte distale il ramo profondo prende il nome di nervo interosseo dorsale. Nel suo ultimo tratto decorre insieme all’arteria interossea posteriore (ramo profondo dell'arteria interossea comune, a sua volta derivata dall'arteria ulnare), e termina come uno pseudoganglio sotto il retinacolo dell'estensore innervando il polso e le articolazioni intercarpali.

## Varianti anatomiche
È generalmente accettato che il nervo radiale fornisca innervazione motoria al capo lungo del muscolo tricipite brachiale. Tuttavia recenti studi hanno messo in evidenza come spesso il nervo ascellare abbia il compito di innervare il capo lungo del tricipite brachiale, senza che verso di esso si stacchino fibre nervose provenienti dal nervo radiale.

## Funzione
I seguenti sono rami del nervo radiale (incluso il ramo superficiale del nervo radiale e il ramo profondo del nervo radiale/nervo interosseo posteriore).

### Sensibilità cutanea

Innervazione cutanea dell'arto superiore destro. Le aree innervate dal nervo radiale sono colorate in rosa.

L’ 'innervazione cutanea del nervo radiale è fornita dai seguenti rami nervosi:
- Nervo cutaneo posteriore del braccio (originato nell'ascella)
- Nervo cutaneo laterale inferiore del braccio (originato nel braccio)
- Nervo cutaneo posteriore dell'avambraccio (origine nel braccio)

Il ramo superficiale del nervo radiale fornisce fibre sensitive a gran parte del dorso della mano, compresa la rete di cute tra il pollice e l'indice.

### Innervazione Motoria
Rami muscolari del nervo radiale:

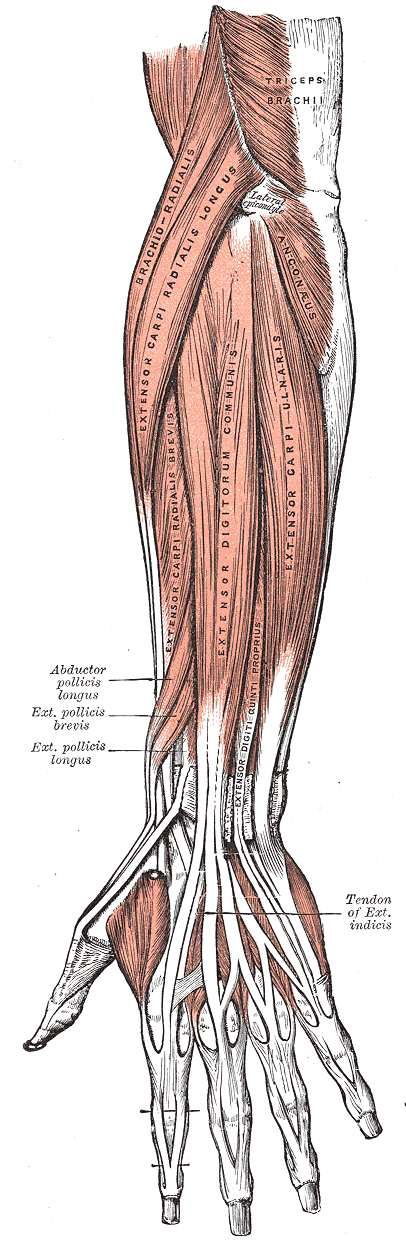
Muscoli dell'avambraccio posteriore. Tutti i muscoli contrassegnati (cioè tutti i muscoli visibili eccetto quelli sul dorso della mano dorsale e un muscolo in alto a sinistra nell’immagine) sono innervati dal nervo radiale: questi sono tutti i muscoli innervati dal nervo radiale, fatta eccezione per il muscolo supinatore.

- Tricipite brachiale (teste laterali e mediali)
- Anconeo
- Brachioradiale
- Muscolo estensore radiale lungo del carpo

Ramo profondo del nervo radiale :
- Muscolo estensore radiale breve del carpo
- Muscolo supinatore

Nervo interosseo posteriore (una continuazione del ramo profondo, dopo il muscolo supinatore):
- Muscolo estensore comune delle dita
- Muscolo estensore proprio del mignolo
- Muscolo estensore ulnare del carpo
- Muscolo abduttore lungo del pollice
- Muscolo estensore breve del pollice
- Muscolo estensore lungo del pollice
- Muscolo estensore dell’indice

Il nervo radiale (e il suo ramo profondo) fornisce innervazione motoria ai muscoli del compartimento posteriore del braccio e dell'avambraccio, che sono per lo più estensori.

## Significato clinico

### Lesioni
La lesione del nervo radiale può avvenire a diversi livelli e ciò causa sindromi molto diverse con deficit motori e sensoriali variabili.

Lesioni all’ascella
- Meccanismi comuni di lesione: paralisi del sabato sera (da appoggio prolungato sul bordo della sedia in stato di intossicazione alcolica), paralisi della stampella
- Deficit motori:
  - Perdita dell'estensione dell'avambraccio, debolezza della supinazione, riduzione di forza nella flessione dell'avambraccio (interessamento del muscolo brachioradiale) e perdita dell'estensione della mano e delle dita.
  - Presenza di caduta del polso, dovuta all'incapacità di estendere la mano e le dita.
- Deficit sensoriale: perdita di sensibilità nella parte laterale del braccio, avambraccio posteriore, la metà radiale del dorso della mano e regione dorsale delle prime 3 dita e ½, escluse le falangi distali (letti ungueale).

Lesioni a metà braccio
- Meccanismo comune di lesione: frattura dell’omero
- Deficit motori:
  - Debolezza della supinazione e perdita di capacità di estensione della mano e delle dita.
  - Presenza di caduta del polso , dovuta all'incapacità di estendere la mano e le dita.
- Deficit sensoriale: perdita di sensibilità dell'avambraccio posteriore, della metà radiale del dorso della mano e regione dorsale delle prime 3 dita e 1/2, escluse le falangi distali (letti ungueale).

Appena sotto il gomito
- Meccanismo comune di lesione: frattura del collo del radio, lussazione o frattura del gomito, doccia di immobilizzazione troppo stretta, noduli reumatoidi, iniezioni articolari praticate per un “gomito del tennista”, lesionando il ramo profondo del nervo radiale che perfora la testa del radio, causando la cosiddetta sindrome del nervo interosseo posteriore.
- Deficit motori:
  - Debolezza nell'estensione della mano e perdita di capacità di estensione delle dita.
  - Presenza di caduta delle dita e caduta parziale del polso (solo parziale poiché il muscolo estensore radiale lungo del carpo è funzionante).
- Deficit sensoriale: nessuno, poiché la sensibilità viene fornita dal nervo radiale superficiale.

Avambraccio distale
- Meccanismo comune di lesione: la sindrome di Wartenberg, dovuta ad intrappolamento del nervo al di sotto dell'inserzione tendinea del muscolo brachioradialie, gioielli stretti e cinturini d’orologio.
- Deficit motori: nessuno
- Deficit sensoriale: intorpidimento e formicolio nella metà radiale del dorso della mano e regione dorsale delle prime 3 dita e ½, escluse le falangi distali (letti ungueale).
- Nella sindrome di Wartenberg , vi è un significativo dolore al polso (zona radiale) e una stretta somiglianza con i sintomi che sono propri della tenosinovite di de Quervain. Il test di Finkelstein potrebbe risultare positivo.[5]